# Antonio Fraguas Fraguas
Antonio Fraguas Fraguas (Insuela, 28 dicembre 1905 – Santiago di Compostela, 5 novembre 1999) è stato un insegnante, scrittore e antropologo spagnolo.
Conosciuto come Antón Fraguas, ha dedicato la sua vita allo studio della cultura e del territorio della Galizia, con speciale attenzione e maestria all’antropologia. Con i suoi lavori e conferenze contribuì, inoltre, a difendere il Galiziano come lingua di espressione valida in qualsiasi campo.

## Biografia
Studiò per il diploma a Pontevedra, dove era studente dell’istituto tecnico; fu seguito da docenti come Antón Losada Diéguez, Castelao e Ramón Sobrino Buhigas. Questo periodo fu una tappa fondamentale per la sua formazione poiché qui nacque il suo interesse per la cultura della Galizia e del galiziano; fu, di fatto, uno dei fondatori, nel 1923, della società della lingua nata con l’obiettivo di difendere il Galiziano e di elaborare un dizionario. 
Studiò Filosofia e Lettere all'Università di Santiago di Compostela, dove si laureò nel 1928. Nel 1924,  durante la sua permanenza universitaria a Santiago, entrò nella 'fratellanza della parola' e collaborò con il Collegio degli studi galiziani di cui poi sarà membro effettivo.
In questa istituzione inaugurò in Galizia sotto la direzione di Ramon Otero Pedrayo e affrontò il tema del carnevale e altri argomenti della sua terra. In questi periodi giovanili pubblicò con assiduità in ‘’Nos e a nosa terra’’. Cominciò così un'opera ampia e curiosa, più di trecento libri e articoli di riviste oltre a numerosi interventi giornalistici nei quali la Galizia era sempre il tema principale.
Anton Fraguas scrisse di geografia e fece proposte commerciali da cui si possono ancora trarre dei profitti; coltivò la storia lasciando biografie di personaggi illustri come Murguía ou Castelao, che fu la sua tesi di dottorato, sul Colegio di Fonseca all’università di Santiago di Compostela e apportò alcuni contributi all’archeologia. Ma il campo nel quale forse si distinse maggiormente fu lo studio della cultura contadina, specialmente nella sua parte spirituale. Feste, credenze, preghiere, canti, usi e costumi, modi di dire appaiono nei suoi saggi e conferenze che erano, nelle parole del professore Eiras Roel ‘’ non solo deliziosi racconti, ma anche una manifestazione della dignità e del carattere galiziano che oggi chiamiamo storia della mentalità.
Dopo aver esercitato l’attività di professore ausiliario all’università di Santiago di Compostela in geografia e storia nel 1933 si incorporò come docente nel Istituto della Strada, posto dal cui fu allontanato all’inizio della guerra civile. Per questo motivo iniziò a dedicarsi all’insegnamento privato, che svolse in una accademia privata a Menéndez Pelayo, aperta nel 1938 in via Algalia de Abaixo de Santiago. A partire dal 1942 riuscì a rendere compatibili il suo lavoro in questa scuola con la docenza di filosofia e di lettere. Fino al 1950 in cui ottenne una cattedra presso l’istituto. Insegnò prima nell’istituto maschile di Lugo e nel 1959 si trasferì nell’istituto femminile Rosalia de Castro a Santiago dove accompagnò l’insegnamento alle scuole superiori e all’università fino al suo pensionamento obbligato nel 1975.
Accompagnò sempre l’insegnamento alla ricerca, in contatto con diverse istituzioni come Instituto Padre Sarmiento o a Real Academia Galega, dove ha occupato il posto che Castelao aveva lasciato nel 1956, con il discorso "Coplas que se cantaban nas ruadas de Loureiro de Cotobade". Nel 1963 fu nominato direttore del museo municipale di Santiago a Bonoval, che nel 1975 accadde di essere denominato Museo del Popolo Galiziano. Fu anche coordinatore della sezione di antropologia culturale del consiglio della cultura della Galizia. Da queste istituzioni organizzò e collaboro durante i congressi e riunioni scientifiche che servirono come forum di discussione aggiornamento sull’universo del’etnografia della Galizia.

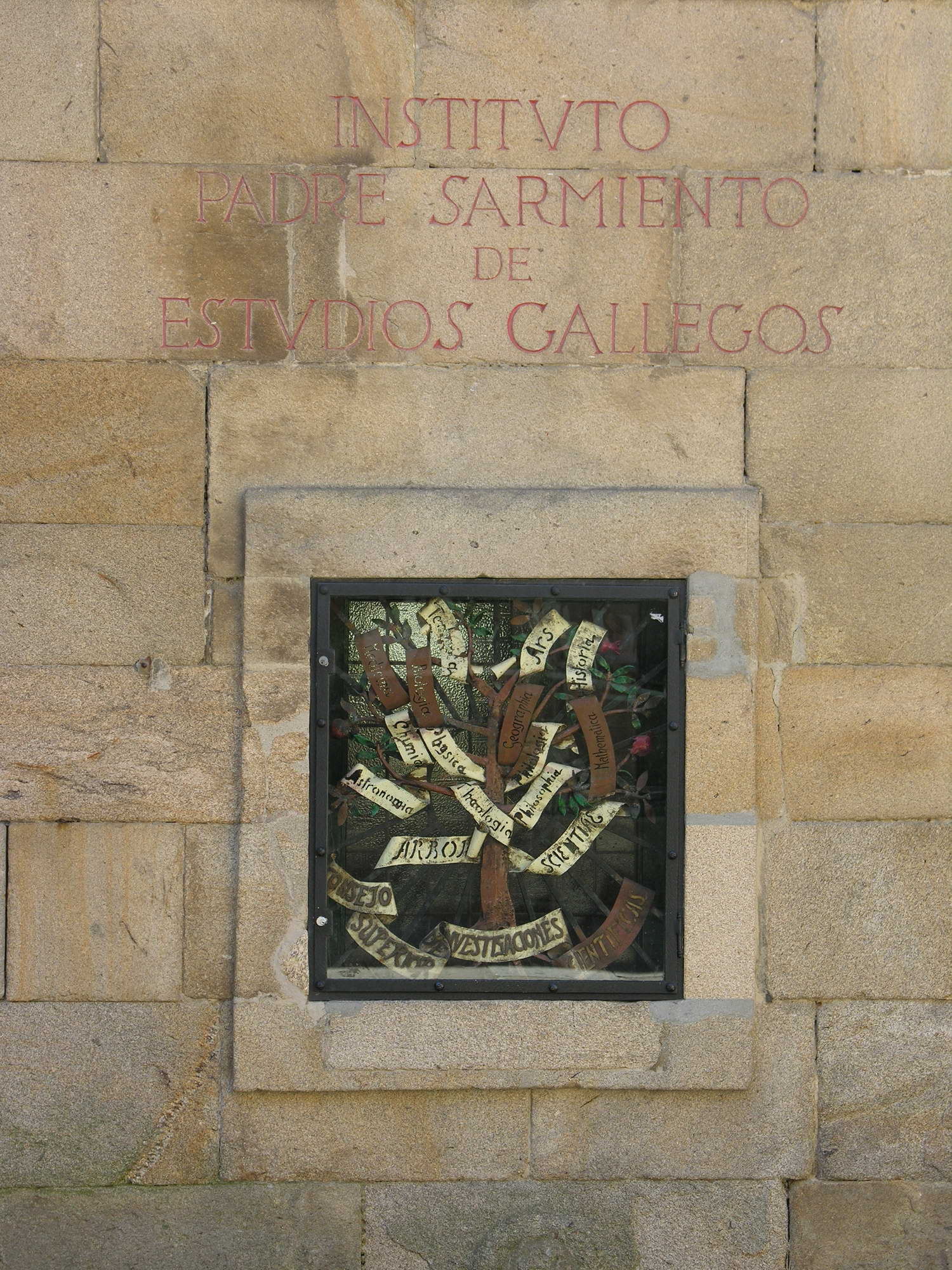
Liceo Padre Sarmiento di Studi Galiziani, in Santiago di Compostela.

Fraguas è stato uno dei protagonisti della trasformazione del Seminario di Studi Galiziani (desmantelado per il regime di Francisco Franco), nel Liceo Padre Sarmiento di Studi Galiziani, nel quale è stato bibliotecario, segretario e direttore della sezione di Etnografía e Folclore, pubblicando le sue ricerche nella rivista modificata per il Liceo, Quaderni di Studi Galiziani.
Nel 1994 ha donato al Museo del Popolo Galiziano la sua biblioteca particolare, composta da 20.000 libri.
Nel 1997 crea nel suo onore per detta Asociacion insieme al Comune di Santiago il Premio di Investigacion sul Vestito tradizionale "Anton Fraguas" e che ha come fine principale incentivare la recuperacion, investigacion e difusion in questo ambito. il Premio è consegnato nel mese di Dicembre nel Comune di Santiago.

## Onorificenze
Antonio Fraguas Fraguas è stato nominato Pontevedrés dell'anno nel 1973; gli è stato concesso il Pedrón di Ouro nel 1984 e l'Insegna di Oro del Museo del Popolo Galiziano nello stesso anno; ha ricevuto il Premio Trasalba nel 1985 e la Medaglia Castelao; Premio Otero Pedrayo nel 1992 (anno nel quale è stato nominato Cronista Ufficiale di Galizia); e il Premio delle Arti e delle Lettere di Galizia nel 1995. Nel 1989 è stato nominato figlio adottivo di Santiago di Compostela.
Dopo la sua morte, la Fondazione Antonio Fraguas è stata creata nel Museo del Popolo Galiziano, con l'obiettivo di “progettare, conservare e rinvigorire il patrimonio che Fraguas e tutta la generazione da lui rappresentata hanno creato e salvato per la futura conservazione della memoria di Galizia”.
Nel 2019 si dedicò il Giorno delle Lettere Galiziani, giusto due decenni dopo la sua morte, per il suo lavoro per la cultura popolare galiziana, il suo lavoro come etnógrafo e il suo lavoro docente.
```
Geografia di Galizia
 (1953)

Galizia insolita
 (1973)

Lugo
 (1974)
Murguía, o patriarca (1979)

Letteratura orale in Galizia
 (1980)

Il vestito galiziano
 (1985)

Aportacións o cancioneiro di Cotobade
 (1985)
Aquilino Chiesa Alvariño: vita e opera (1986)

Romarías e santuarios
 (1988)

Celso Emilio Ferreiro
 (1989)

La Porta Santa
 (1993)

Do Entroido
 (1994)

Asso cousas di Antonio di Insuela
 (1996)

A festa popolare in Galizia
 (1996)
```

Oltre alle pubblicazioni precedenti, Fraguas ha scritto numerosi articoli di divulgazione in giornali e riviste specializzate o non specializzati, nonché collaborazioni in pubblicazioni congiunte con altre personalità dell'etnografía galiziana.